# Costoanachis floridana
Costoanachis floridana is een slakkensoort uit de familie van de Columbellidae. De wetenschappelijke naam van de soort is voor het eerst geldig gepubliceerd in 1939 door Rehder.